# Герб Жмеринського району
Герб Жме́ринського райо́ну — офіційний символ Жмеринського району Вінницької області, затверджений рішенням 17 сесії Жмеринської районної ради 5 скликання від 24 вересня 2008 року «Про затвердження Положення про зміст, опис та порядок використання символіки Жмеринського району Вінницької області».
Автор — А. Ґречило.

## Опис
Герб: у золотому полі тонкий пурпуровий косий хрест, у верхньому та нижньому полях по червоній геральдичній троянді з золотою серединкою та зеленими листочками, у бічних полях — по червоній вежі, у центрі — синій щиток, в якому золоте усміхнене 16-променеве сонце.
Великий герб: щит з гербом району вписано в декоративний картуш з золотими колосками внизу й увінчано золотою районною короною, його підтримують обабіч два леви, які є символом влади, сили, хоробрості, відваги і великодушності, знизу йде синя стрічка з золотим написом «Жмеринський район».

## Значення
Косий хрест уособлює розташування району на перехресті важливих транспортних шляхів.
Троянди означають природні багатства, розвиток туристичної галузі, а вежі відображають історичну роль місцевих укріплених містечок, які захищали край від ворожих набігів.
Сонце є символом життя й тепла, а також воно є елементом сучасного герба області й історичного Поділля та підкреслює приналежність району до цього регіону.
Золотий колір і колоски на картуші характеризують сільськогосподарський профіль району, є символами щедрості й добробуту, а пурпуровий — уособлює помірність та щедрість району.